# Lotten Morell
Svea Valborg Charlotta (Lotten) Söderberg, tidigare Morell, född 24 juli 1871 i Stockholms stad, död 20 mars 1946 i Oslo, var en svensk sångerska.

## Biografi
Lotten Morell föddes 1871 i Stockholm. Hon var från 1889 till 1893 elev vid konservatoriet i Stockholm och senare hos Saint-Yves Bax i Paris. Morell blev senare konsertsångerska.
Morell var dotter till professor Ernst Morell och gift med uppfinnaren Wilhelm Söderberg.